# 야세민 아다르
야세민 아다르 이이트(튀르키예어: Yasemin Adarr Yiğit, 1991년 12월 6일~)는 튀르키예의 레슬링 선수이다. 올림픽에 3회 출전하여 2020년 하계 올림픽 여자 헤비급 금메달을 획득했다. 또한 세계 선수권 대회에서 2회 우승, 유럽 선수권 대회에서 7회 우승을 달성했다.